# الهروب من سجن أويري
الهروب من سجن أويري في الساعات الأولى من يوم 5 أبريل 2021، حدث هروب جماعي من أحد السجون في أويري بولاية إيمو بنيجيريا. وصلت مجموعة مسلحة كبيرة، تعتقد الشرطة أنها تنتمي إلى جماعة انفصالية محظورة lk السكان الأصليون في بيافرا، في شاحنات صغيرة وفي حافلات. كانوا يحملون قذائف آر بي جي ورشاشات وبنادق. يبدو أنهم دخلوا ساحة السجن باستخدام المتفجرات لاختراق الكتلة الإدارية. أطلقوا سراح 1844 نزيلا من السجن.
وصف الرئيس محمد بخاري الجريمة بأنها عمل من أعمال الإرهاب التي ارتكبها الأناركيون. ,منذ يناير تعرضت مراكز ومركبات الشرطة في جنوب شرق نيجيريا لهجوم من قبل مجرمين سرقوا الذخيرة.